# Toxocarpus palghatensis
Toxocarpus palghatensis är en oleanderväxtart som beskrevs av James Sykes Gamble. Toxocarpus palghatensis ingår i släktet Toxocarpus och familjen oleanderväxter. Inga underarter finns listade i Catalogue of Life.